# هایلیگنبرون
هایلیگنبرون (به آلمانی: Heiligenbrunn) یک منطقهٔ مسکونی در اتریش است که در ناحیه گوسینگ واقع شده‌است. هایلیگنبرون ۸۸۴ نفر جمعیت دارد.